# Tabanus lewisi
Tabanus lewisi är en tvåvingeart som beskrevs av Philip 1957. Tabanus lewisi ingår i släktet Tabanus och familjen bromsar.
Artens utbredningsområde är Jamaica. Inga underarter finns listade i Catalogue of Life.